# Liste der höchsten Sportligen in Österreich
Die höchsten Sportligen in Österreich werden von den jeweiligen Sportfachverbänden veranstaltet. Mehrere der höchsten Sportligen in Österreich tragen den Namen Bundesliga, sind jedoch teilweise nach regionalen Aspekten in Staffeln unterteilt.
| Sportart            | Männer                                                                              | Frauen                                                                              |
| ------------------- | ----------------------------------------------------------------------------------- | ----------------------------------------------------------------------------------- |
| American Football   | Austrian Football League Austrian Football Division One                             | Austrian Football Division Ladies                                                   |
| Badminton           | 1. Bundesliga 2. Bundesliga                                                         |                                                                                     |
| Baseball            | Austrian Baseball League                                                            | Austrian Softball League                                                            |
| Basketball          | Basketball Superliga                                                                | Basketball Damen Superliga                                                          |
| Billard             | ÖSTM 1. Bundesliga Dreiband ÖSTM 2. Bundesliga Dreiband ÖSTM 3. Bundesliga Dreiband | ÖSTM 1. Bundesliga Dreiband ÖSTM 2. Bundesliga Dreiband ÖSTM 3. Bundesliga Dreiband |
| Billard             | Poolbillard-Bundesliga                                                              |                                                                                     |
| Boule               | Boule-Bundesliga                                                                    |                                                                                     |
| Cricket             | Twenty20-League Open League                                                         |                                                                                     |
| E-Sport             | Konsolen-Staatsmeisterschaft                                                        | Konsolen-Staatsmeisterschaft                                                        |
| Eishockey           | ICE Hockey League                                                                   | Dameneishockey-Bundesliga                                                           |
| Eisstockschießen    | Eisstock-Bundesliga (Herren)                                                        | Eisstock-Bundesliga (Damen)                                                         |
| Faustball           | 1. Faustball Bundesliga                                                             | 1. Faustball Bundesliga                                                             |
| Fernschach          | österreichische Fernschachstaatsmeisterschaft                                       | österreichische Fernschachstaatsmeisterschaft                                       |
| Flag Football       | FlagLigaAustria FlagLigaAustria2                                                    |                                                                                     |
| Fußball             | Fußball-Bundesliga 2. Liga                                                          | ÖFB Frauen-Bundesliga                                                               |
| Gewichtheben        | Bundesliga                                                                          |                                                                                     |
| Handball            | Handball Liga Austria                                                               | Women Handball Austria                                                              |
| Hockey              | Bundesliga (Feld, Herren) Bundesliga (Halle, Herren)                                | Bundesliga (Feld, Damen) Bundesliga (Halle, Damen)                                  |
| Inline-Skaterhockey | Bundesliga Nationalliga                                                             | Damenbundesliga                                                                     |
| Inlinehockey        | österreichische Inlinehockey-Liga                                                   |                                                                                     |
| Judo                | Erste Judo Bundesliga Zweite Judo Bundesliga                                        | Frauen Judo Bundesliga                                                              |
| Kegeln              | Superligameisterschaft Bundesligameisterschaft                                      |                                                                                     |
| Minigolf            | Bundesliga                                                                          |                                                                                     |
| Radsport            | Tchibo Top.Rad.Liga                                                                 | ÖRV-Frauen-Cup                                                                      |
| Ringen              | 1. Bundesliga 2. Bundesliga                                                         |                                                                                     |
| Rollstuhlbasketball | österreichische Staatsmeisterschaft Rollstuhlbasketball                             |                                                                                     |
| Rudern              | österreichische Vereinsmeisterschaft der Rudervereine-ÖVM                           |                                                                                     |
| Rugby               | 1. Bundesliga 2. Bundesliga                                                         | Frauen 7's Liga                                                                     |
| Schach              | 1. Bundesliga                                                                       | 1. Bundesliga                                                                       |
| Schwimmen           | österreichische Mannschaftsmeisterschaften Schwimmen                                | österreichische Mannschaftsmeisterschaften Schwimmen                                |
| Segelflug           | OLC-League                                                                          | OLC-League                                                                          |
| Skat                | Bundesliga                                                                          | Bundesliga                                                                          |
| Skibergsteigen      | Austria Skitour Cup ASTC                                                            | Austria Skitour Cup ASTC                                                            |
| Softball            |                                                                                     | Austrian Softball League – ASL                                                      |
| Tennis              | Simacek Tennis-Liga Austria                                                         |                                                                                     |
| Tischtennis         | Tischtennis-Superliga                                                               | Tischtennis-Bundesliga Damen                                                        |
| Unihockey           | österreichische Floorball-Bundesliga                                                | österreichische Floorball-Bundesliga (Damen)                                        |
| Unterwasserrugby    | österreichische Staatsmeisterschaft (UWR) CZ-A-I-H Liga                             |                                                                                     |
| Volleyball          | Austrian Volley League (AVL)                                                        | Austrian Volley League Women (AVLW)                                                 |
| Wasserball          | Österreichische Wasserball-Bundesliga                                               | Österreichische Wasserball-Bundesliga                                               |